# Setoka

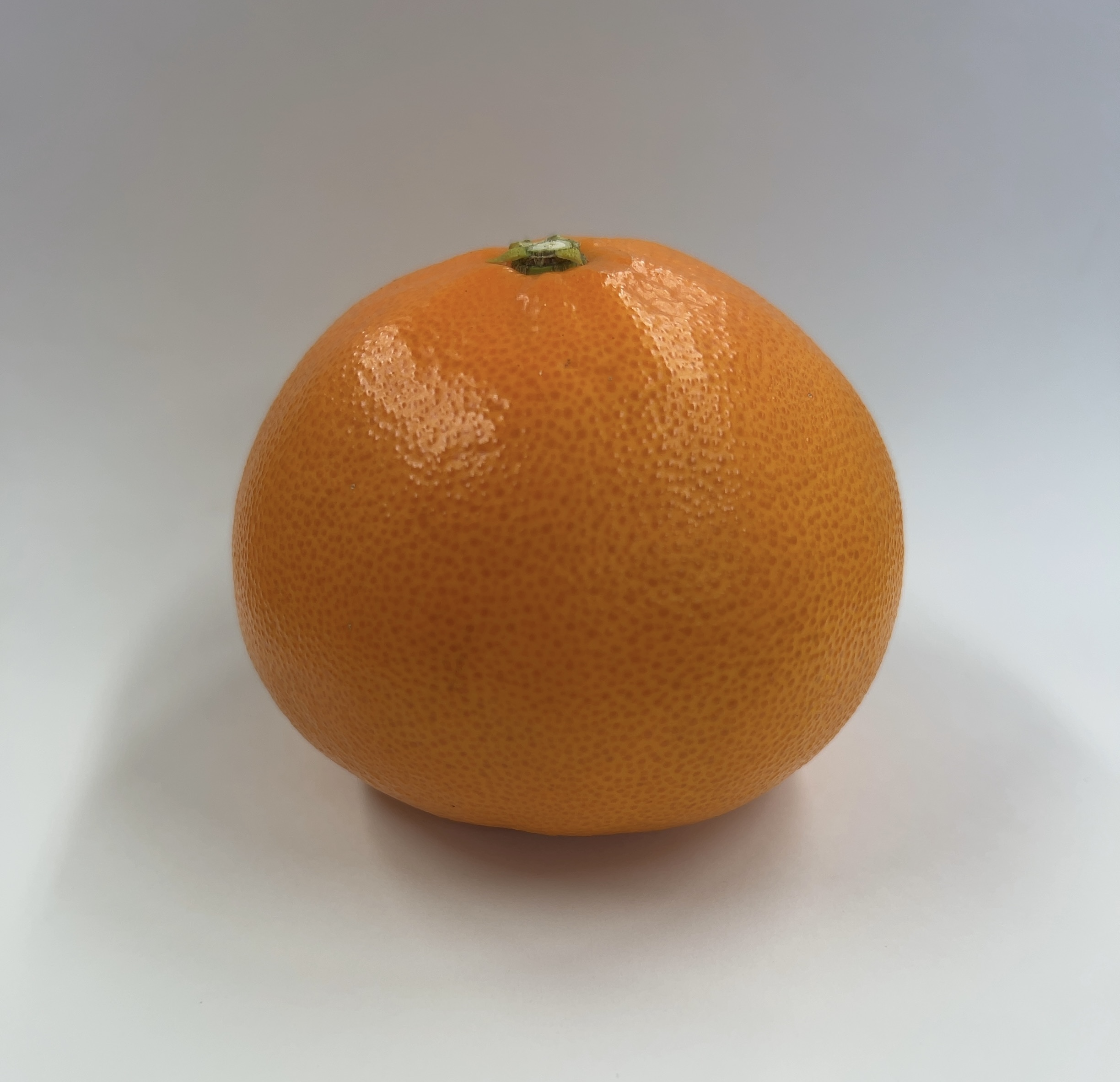
Setoka

Setoka est un tangor japonais de la génération des nouvelles variétés d'agrumes de haute qualité (柑橘の大トロ (Kankitsu no dai toro)), obtenu par l'Organisation Nationale de Recherche Agricole et alimentaire (NARO) à Kuchinotsu, aujourd'hui  Minamishimabara, préfecture de Nagasaki en 1984 .

## Dénomination

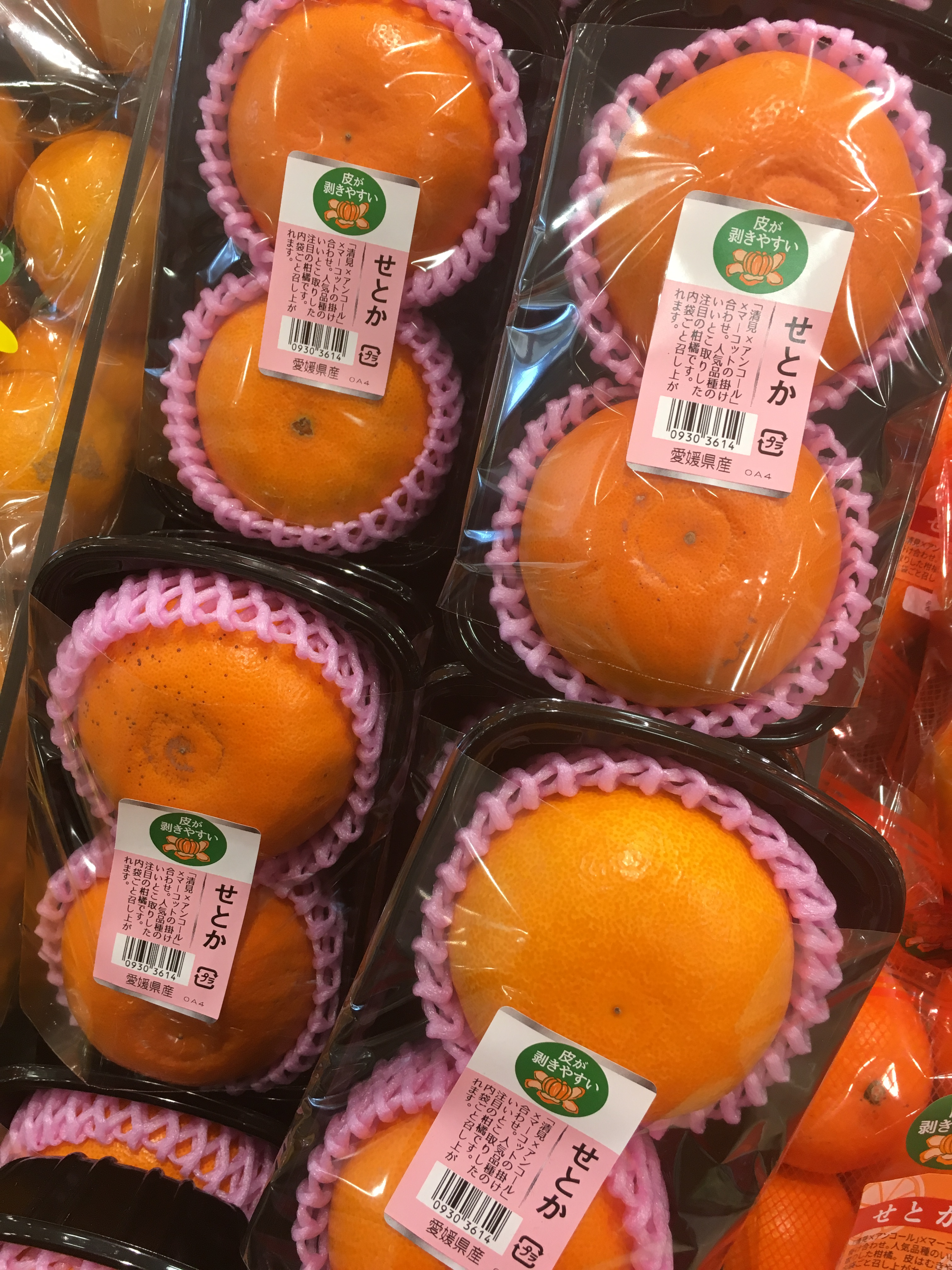
Setoka dans un magasin de Tokyo

Le nom せとか ou  瀬戸香 (Setoka ou Seto kaori) Setoka vient de la région de Seto (瀬戸内地方 ou せとうちちほう (Setouchi chihō) zone côtière de la mer intérieure de Seto où il était originellement cultivé. Le nom Setoka a été enregistré au Japon en août 1998, la variété a été enregistrée en octobre 2001 elle est donc protégée au Japon jusqu'en 2026. Son nom d'enregistrement est ゴール農林 8 Tangor Agriculture et Forêts n°8.
En Corée, il est cultivé depuis les années 2000 sous le nom de 천혜향  (Cheonhyehyang), chinois 天惠香 (Tiān huì xiāng). Partout ailleurs il est appelé Sétoka.
Au Japon il a une série de noms pour le promouvoir: Le plus haut sommet du monde des agrumes, Le roi des agrumes, Le gros thon des agrumes.

## Description
Setoka résulte d'après le document du NARO du croisement d'un tangor Murcott avec un Kuchinotsu n° 37. Ce Kuchinotsu est lui-même un hybride de Kiyomi x Encore n° 2 Kiyomi est un tangor crée en 1949 et Encore est une mandarine américaine obtenue en 1965. Ce schéma d'hybridation est le même que Reikō 麗紅 (reikō) (1984, nom enregistré en 2004 et la variété enregistrée en 2005). L'analyse génétique comparative a montré que Setoka n'est pas une hybridation de Tsunonozomi mais de KyEn n°4.
L'arbre a une vigueur intermédiaire et tend à s'étaler. Comme les autres tangor il présente de petites épines. Des essais de porte-greffe (2017), comparaison du Poncirus trifoliata et du Poncirus Flying Dragon ont donné un bon résultat avec le premier. En Asie, il est spécialement sensible au Satsuma dwarf virus (SDV). La production vient principalement de la préfecture d'Ehime.

### Le fruit
Le fruit est mûr en janvier (serre) en mi-février à mars (plein champs) au Japon presque sans pépins avec une stérilité mâle totale. Il pèse entre 200 et 280 g, sa forme est aplatie le diamètre d'environ 8 cm. La  couleur est oranger lumineux à oranger foncé. La saveur est agréable, aromatique, riche et similaire à Murcott. L'acidité est faible (0,8 à 1,2 g/100 ml) et le niveau de sucre élevé (12 à 13° Brix), ces deux grandeurs varient selon le mode de culture, quand il n'est pas cultivé en serre un stress hydrique d'été permet d'obtenir un bon niveau de sucre. La texture est très tendre et juteuse.

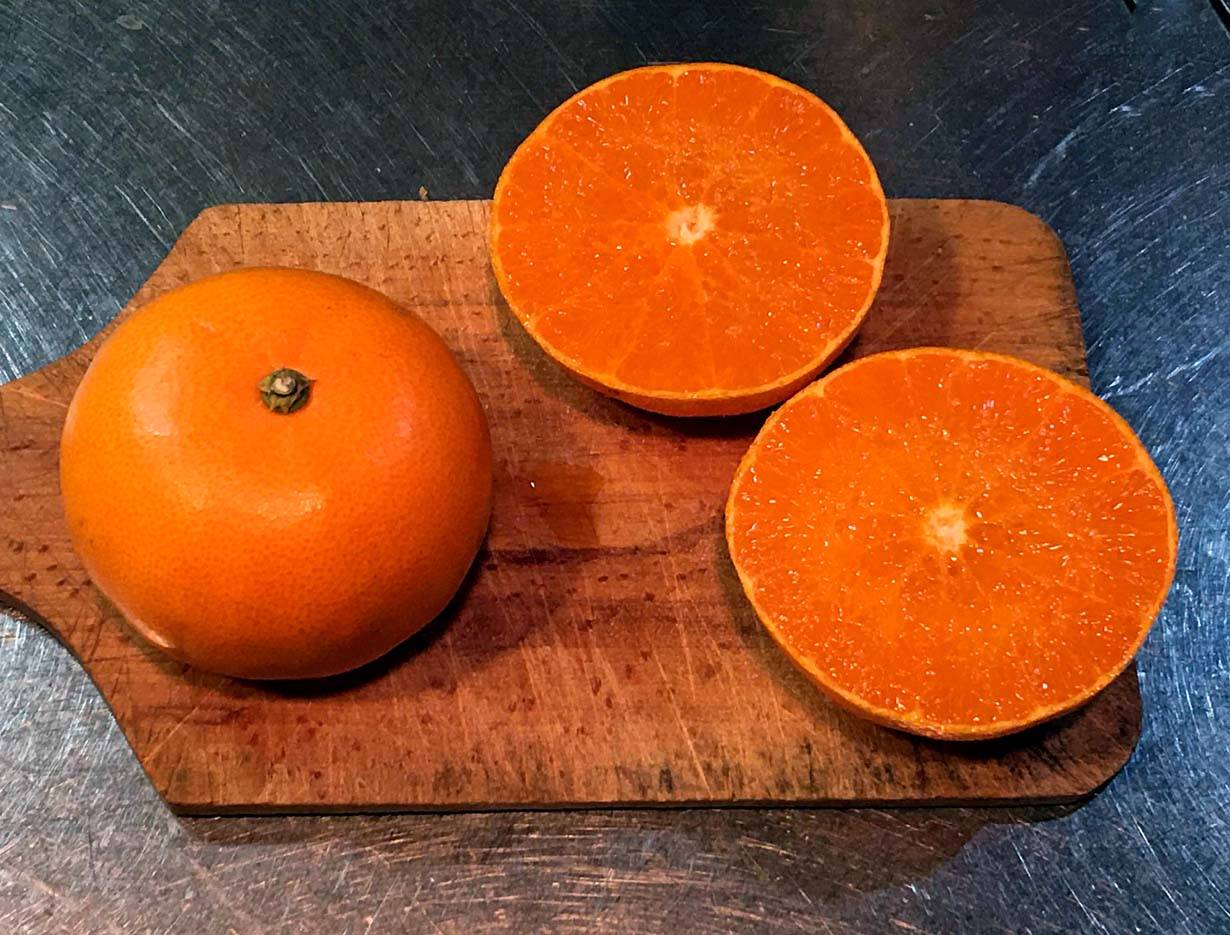
Setoka coupé en 2, la peau est très fine.

Le peau est très fine, il est pourtant facile à peler, mais on peut aussi le manger avec la peau, coupé en 8 (coupe en sourire). Cette peau fine est fragile, la variété a été améliorée (2010) pour supprimer les épines qui sont des sources de blessures pour le fruit.

## Transformation
Le Setoka est un fruit cher, la pulpe est employée parcimonieusement dans les pâtisseries, des tartes, des confitures, des tablettes de chocolat blanc oranger, on en fait du jus.
La peau râpée, séchée et macérée dans du shōchū avec diverses plantes et ensuite vieilli 10 ans donne la liqueur de Setoka.

### Huile essentielle
L'huile essentielle extraite par pression à froid (2011) montre un rapport alcools (8,8 %) sur aldéhydes (4,9 %) singulier qui résulte de l'abondance relative du cis-nérolidol et du cis-carvéol. Le taux d'esters (1,7 %) était une seconde caractéristique et enfin une richesse en cis-nérolidol, (E)-2-dodécénal, carvone et l'acétate d'α-terpinyl . L'intérêt d'exploiter la peau de Setoka est confirmé en 2012, sa teneur en flavonoïdes est considérablement élevée à 54,28 mg de naringine/g.
En 2025 une comparaison systématique des effets anti-oxydants des HE de 21 cultivars d'agrumes de Jéju donne les compositions et permet aux auteurs d'écrire: «Dans cette étude, l'huile essentielle de Sétoka a l'effet antioxydant le plus élevé suivie de celles de 'Tsunokaori', yuzu et Dangyuja (C. maxima)..., l'α-terpinène et l'α-phellandrène sont des constituants les plus actifs de cette huile». 